# Revellova
Revellova je ulice v Hloubětíně na Praze 9, která prochází rezidenční čtvrtí Suomi Hloubětín. Vychází východním směrem z jižního konce Laponské, lomí se k severu a ústí do Saarinenovy. K ulici patří
i výběžek vycházející z jejího zalomení východním směrem.
Nově vzniklá ulice byla pojmenována v roce 2018 podle Vilja Revella (1910–1964), finského architekta a průkopníka funkcionalismu v severní Evropě. V rezidenční čtvrti Suomi Hloubětín mají (nejen) veřejná prostranství společného jmenovatele, a sice Finsko. Do stejné skupiny názvů ulic, které připomínají finské osobnosti a oblasti, patří i Laponská, Granitova a Saarinenova.
Ve 20. letech 20. století v této oblasti na jih od Kolbenovy vznikla nouzová kolonie Čína nebo také V Číně, případně Indočína a následně ještě jižněji zahrádkářská osada Rajská zahrada. Některé domky zde stály ještě v 70. letech 20. století. V severní části ulice jsou bytové domy projektu Suomi Hloubětín, a to jeho 3. etapy Turku a 2. etapy Oulu. Na jih je zeleň a svah nad říčkou Rokytkou.